# Station Sejstrup
Station Sejstrup is een spoorweghalte in het dorp Sejstrup in de Deense gemeente Esbjerg. De halte wordt bediend door de trein van Esbjerg naar Tønder. Op werkdagen rijdt ieder uur een trein naar Esbjerg, in de spits ieder half uur. Naar het zuiden rijdt ieder uur een trein.